# Каюрово (Тверська область)
Каюрово (рос. Каюрово) — присілок в Кімрському районі Тверської області Російської Федерації.
Населення становить 82 особи. Входить до складу муніципального утворення Центральне сільське поселення.

## Історія
Від 2005 року входить до складу муніципального утворення Центральне сільське поселення.

## Населення
| 1859 | 1887 | 2002 | 2010 |
| ---- | ---- | ---- | ---- |
| 234  | ↘231 | ↘142 | ↘82  |